# Chloé Delaume
Chloé Delaume (Versalles 1973) escriptora i editora francesa, ocasionalment també ha treballat en el camp de l'actuació artística, i com a músic i cantant. Premi Médicis de novel·la de l'any 2020, per Le Cœur synthéntique.

## Biografia
Va néixer a Versalles el 10 de març de 1973 com a Nathalie Dalain. Delaume va passar la seva infància a Beirut. De mare libanesa i pare francès. El 1983, amb deu anys, va presenciar que el seu pare assassinava la seva mare i després es suïcidava. Després va viure amb els seus avis, el seu oncle i la seva tia. És neboda del polític i activista libanés Georges Ibrahim Abdallah.
El nom de Chloé prové de l’heroïna de la novel·la L’Écume des jours de Boris Vian i el seu cognom, Delaume, prové dels escrits / obra de teatre L'Arve et l'Aume de Antonin Artaud.
Delaume es va matricular a la Universitat de París X per convertir-se en professora, tal com va fer la seva mare. Decebuda pel sistema universitari, va decidir escriure pel seu compte mentre aconseguia feina de cambrera.
El 1999 es va casar amb el filòsof i assagista Medhi Belhaj Kacem, del que es va separar el 2002 i el 2006 es va casar amb Thomas Scotto d'Abusco, del que es va separar el 2011.

### Carrera literària
El seu primer llibre, "Les Mouflettes d'Atropos", es va publicar el 2000 i, com als dos llibres següents, "Le Cri du sablier" i "La Vanité des somnambules", tenen caràcter autobiogràfic; es va allunyar d'aquest gènere el 2004 amb "Certainement pas" i va signar de nou el 2007 amb "Transhumances", una història plena de girs i misteris. La seva obra literària, essencialment autobiogràfica, se centra en la pràctica de la literatura experimental i el tema de l’autoficció. Està fortament influenciada pel grup Oulipo i per Raymond Queneau en particular.  El 2008 amb Eric Arlix, va participar en la creació de la revista literària "Tina".
El 2010 va llençar el manifest "A vous lire" amb la participació de Frédéric Mitterrand i va ser editora de la col·lecció "Extaction" per publicar obres de literatura experimental
Més enllà d’escriure les seves novel·les, Chloé Delaume és molt activa en crítiques literàries i col·lectius d’artistes (música, arts visuals, etc.). Fan del grup de rock francès Indochine, seguint un encàrrec de les edicions Naïve, el 2007 els va dedicar una novel·la curta, La Dernier Fille avant la guerre, i va escriure un text per al grup "Les Aubes sont mortes”. També participa en la redacció d’obres radiofòniques per a France Culture.

## Obres destacades i premis

### Obres
- 2000 : Les mouflettes d’Atropos
- 2001 : Le cri du sablier
- 2003 : La vanité des somnambules
- 2006 : J’habite dans la télévisio
- 2007 : La nuit je suis Buffy Summers
- 2009 : Les juins ont tous la même peau : rapport sur Boris Vian
- 2009 : Eden, matin midi et soir
- 2010 : La règle du je : autofiction, un assaig
- 2012 : Une femme avec personne dedans
- 2013: Où le sang nous appelle (amb Daniel Schneidermann)
- 2016: Les Sorcières de la République

### Premis
- 2001: Prix Décembre per Le Cri du sablier
- 2020: Premi Médicis per Le Cœur synthéntique.